# Juvre Redningsstation
Juvre Redningsstation är en dansk sjöräddningsstation, som ursprungligen inrättades av tyska Deutsche Gesellschaft zur Rettung Schiffbrüchige 1886 i Juvre på Rømø för räddningsbåten Wahlpoten aus Mainz. Efter det att området övertagits av Danmark 1920, togs den tyska räddningsbåten tillbaka till Tyskland och räddningsstationerna på Rømø övertogs av den danska staten. Båten ersattes 1920 av en dansk räddningsbåt. Denna hade byggts 1882 på Orlogsværftet i Köpenhamn och hade dessförinnan används på Læsø.
Som dansk räddningsstation inrättades Juvre 1920 som bistation till Rømø Redningsstation i Kirkeby som en båtstation utan raketapparat.
Efter stationens nedläggning användes byggnaden som garage av Danmarks försvarsmakt till början av 2000-talet, då den köptes av en privatperson och användes som fritidshus.